# Saṃghadeva
Saṃghadeva o Gautama Saṃghadeva (瞿曇僧伽提婆S, Jùtán SēngqiétípóP Wade-Giles: Chü-t'an Seng-ch'ieh-t'i-p'o, in giapponese Gudon Sōgyadaiba?; IV secolo d.C. – IV secolo d.C.) fu un monaco buddista originario della Kashmir, traduttore di testi dal sanscrito al cinese.
Del monaco buddista kashmiro ( o forse originario di Khuba, oggi Kabul in Afghanistan) Gautama Saṃghadeva sappiamo che giunse a Chang'an nel 383 e che fino al 385 operò in questa capitale cinese delle traduzioni di testi buddisti dal sanscrito alla cinese studiando questa lingua. 
Di queste traduzioni ricordiamo: una prima traduzione dell'Abhidharmaprakaraṇapāda-śāstra (tradotto con il titolo  阿毘達磨品類足論 Āpídámó pǐnlèi zú lùn) opera di Vasumitra poi ritradotta nel 660 da Xuánzàng (玄奘, 602-664); e un tentativo non riuscito di traduzione dello Jñānaprasthāna.
Nel 385 Saṃghadeva lasciò Chang'an per recarsi a Luoyang con Faho (法和, un discepolo di Dào'ān, 道安 312-385)) dove riprese a lavorare sullo Jñānaprasthāna.
Nel 391 si recò a Lushan dove tradusse l'Abhidharmahṛdaya. Nel 398 si trasferì a Jiankang (Nanchino), dove il primo ministro dell'imperatore Xiàowǔ dei Jìn (晋孝武帝, 362–396) Wang Xun (王珣) aveva eretto un tempio per lui.
Qui tradusse delle importanti opere soprattutto degli Āgama-Nikāya conservati nello Āhánbù:
- Mādhyamāgama (中阿含經 pinyin: Zhōng āhán jīng giapponese Chū agonkyō), 222 sutra, proveniente dalla scuola Sarvāstivāda, tradotto nel 397, corrisponde al Majjhima-nikāya del Canone pāli al T.D. 26;
- Ekōttarāgama (增一阿含經, pinyin: Zēngyī āhán jīng, giapponese Zōichi agonkyō), 473 sutra, forse proveniente dalla scuola Mahāsāṃghika, tradotto nel 397, corrisponde all'Anguttara-nikāya del Canone pāli al T.D. 125.

A Jiankang tradusse anche lo [Abhidharma]jñānaprasthānaśāstra di Kātyāyana (con il titolo 阿毘曇八犍度論  Āpítán bājiāndù lùn, è al T.D. 1543) insieme a Zhú Fóniàn (竺佛念).
Prima del suo arrivo a Jiankang sappiamo della presenza di Saṃghadeva sul Monte Lú (廬山) dove fu invitato a risiedere da Huìyuan (慧遠, 334-416) e dove operò la traduzione dell'Abhidharmahṛdaya śāstra (è al T.D. 1550).